# Grâce Shokkos Songa
Grâce Shokkos Songa, née le 4 août 1992, est une joueuse congolaise de handball. 
Avec l'équipe nationale de la RD Congo, elle a remporté une médaille de bronze au Championnat d'Afrique des nations 2012, une médaille d'argent au Championnat d'Afrique des nations 2014 et une médaille de bronze aux Jeux africains de 2019. Elle a également participé au Championnat du monde 2013 en Serbie puis au Championnat du monde 2015 au Danemark
En clubs, elle a débuté le handball à Bois-Colombes jusqu'à ses 18 ans avant de rejoindre en 2009 pour le Lomme Lille Métropole handball. Par la suite, elle évolue au Poitiers Étudiants Club en 2013, puis au Handball Plan-de-Cuques en 2015 qu'elle quitte en 2019 pour l'US Alfortville. En 2020, elle rejoint l'HBC Conflans en Nationale 1.